# Akodon iniscatus
Akodon iniscatus es una especie de roedor de la familia Cricetidae.
Fue descripto originalmente por Thomas en 1919, a partir de ejemplares colectados por J. Koslowsky en el “Valle de Lago Blanco”, Chubut, Argentina.

## Distribución geográfica
Se encuentra solo en la Patagonia Argentina y un pequeño sector de Chile: Coyhaique Alto, Aysén.
Habita bosques, arbustales y pastizales, tanto naturales como artificiales.